# Teodor Wawoczny
Teodor Wawoczny (ur. 25 września 1948 w Rudzie) – polski piłkarz, trener i działacz piłkarski. Prezes Grunwaldu Ruda Śląska w latach 1981–1989, 1992–2015 i od 2016.